# Лейк-Вілла (Іллінойс)
Лейк-Вілла (англ. Lake Villa) — селище (англ. village) в США, в окрузі Лейк штату Іллінойс. Населення — 8741 осіб (2010).

## Географія
Лейк-Вілла розташований за координатами 42°25′3″ пн. ш. 88°4′57″ зх. д. / 42.41750° пн. ш. 88.08250° зх. д. (42.417573, -88.082609).  За даними Бюро перепису населення США в 2010 році селище мало площу 18,10 км², з яких 16,02 км² — суходіл та 2,08 км² — водойми.

## Демографія
Згідно з переписом 2010 року, у селищі мешкала 8741 особа в 3019 домогосподарствах у складі 2305 родин. Густота населення становила 483 особи/км².  Було 3179 помешкань (176/км²).
Расовий склад населення:
| - 86,2 % — білих - 5,0 % — азіатів - 3,9 % — чорних або афроамериканців - 0,2 % — корінних американців - 2,6 % — осіб інших рас |

До двох чи більше рас належало 2,0 %. Частка іспаномовних становила 8,2 % від усіх жителів.
За віковим діапазоном населення розподілялося таким чином: 30,8 % — особи молодші 18 років, 61,5 % — особи у віці 18—64 років, 7,7 % — особи у віці 65 років та старші. Медіана віку мешканця становила 37,3 року. На 100 осіб жіночої статі у селищі припадало 97,2 чоловіків;  на 100 жінок у віці від 18 років та старших — 92,3 чоловіків також старших 18 років.
Середній дохід на одне домашнє господарство  становив 102 176 доларів США (медіана — 85 234), а середній дохід на одну сім'ю — 116 392 долари (медіана — 107 104). Медіана доходів становила 70 434 долари для чоловіків та 51 220 доларів для жінок. За межею бідності перебувало 3,9 % осіб, у тому числі 3,0 % дітей у віці до 18 років та 8,5 % осіб у віці 65 років та старших.
Цивільне працевлаштоване населення становило 4115 осіб. Основні галузі зайнятості: виробництво — 20,5 %, освіта, охорона здоров'я та соціальна допомога — 19,5 %, науковці, спеціалісти, менеджери — 12,4 %, роздрібна торгівля — 10,0 %.